# Region Lac
Region Lac (arab. البحيرة) - jeden z 22 regionów administracyjnych Czadu, znajdujący się w południowej części kraju. Graniczy z regionami: Kanem, Hadjer-Lamis oraz Nigrem, Nigerią i Kamerunem.

## Departamenty
| Departament | Stolica | Podprefektury                          |
| ----------- | ------- | -------------------------------------- |
| Mamdi       | Bol     | Bagassola, Bol, Daboua, Kangalam, Liwa |
| Wayi        | Ngouri  | Doum Doum, Kouloudia, Ngouri           |

## Historia
W latach 2002–2008 region Lac był jednym z 18 regionów Republiki Czadu.